# KV Scheldezonen Branst
KV Scheldezonen Branst is een Belgische voetbalclub uit Branst. De club is aangesloten bij de KBVB met stamnummer 5517 en heeft geel en blauw als kleuren.

In 2020 fuseerde deze club met FC Mariekerke (Mariekerke (België) tot FCS Mariekerke-Branst.

## Geschiedenis
De club werd op 1 april 1951 opgericht als FC Scheldezonen Weert en sloot zich aan bij de Belgische Voetbalbond, waar men ging spelen in de provinciale reeksen. Men ging van start in Derde Provinciale, toen het allerlaagste niveau. Op het eind van de jaren 60 werd de naam FC Scheldezonen Branst, later werd de naam KV Scheldezonen Branst.
Halverwege de jaren 70 degradeerde Branst naar de nieuw opgerichte Vierde Provinciale. Men kon dankzij een tweede plaats nog even terugkeren in Derde, maar meteen volgde een nieuwe degradatie, en Branst bleef de volgende jaren in Vierde Provinciale spelen. In 1993 werd men daar voor het eerst kampioen en promoveerde men nog eens naar Derde Provinciale, maar een jaar later zakte men weer.
In 1996 werd Scheldezonen Branst opnieuw kampioen in Vierde Provinciale en promoveerde het nogmaals naar Derde Provinciale. Ditmaal kon men zich daar wel handhaven en na twee seizoenen behaalde men ook daar de titel. Voor het eerst klom Scheldezonen Branst zo in 1998 op naar Tweede Provinciale. Het verblijf daar bleef beperkt tot een seizoen.
De volgende seizoenen bleef Branst in Derde Provinciale spelen, tot men in 2009 weer naar Vierde Provinciale degradeerde. In 2014 volgde weer promotie naar Derde Provinciale.

In 2020 ging de ploeg een fusie aan met FC Mariekerke onder hun stamnummer 5719, en met als nieuwe naam FCS Mariekerke-Branst.

## Resultaten
| Seizoen | Klasse | Klasse | Klasse | Klasse | Klasse | Klasse | Klasse | Klasse | Reeks               | Punten | Opmerkingen |
|         | I      | II     | III    | IV     | P.I    | P.II   | P.III  | P.IV   |                     |        |             |
| ------- | ------ | ------ | ------ | ------ | ------ | ------ | ------ | ------ | ------------------- | ------ | ----------- |
| 2013/14 |        |        |        |        |        |        |        | 3      | Vierde Prov. Antw.  | 58     |             |
| 2014/15 |        |        |        |        |        |        | 9      |        | Derde Prov. Antw. B | 42     |             |
| 2015/16 |        |        |        |        |        |        | 5      |        | Derde Prov. Antw. B | 49     |             |
| 2016/17 |        |        |        |        |        |        | 3      |        | Derde Prov. Antw. B | 54     |             |
| 2017/18 |        |        |        |        |        |        | 4      |        | Derde Prov. Antw. B | 51     |             |
| 2018/19 |        |        |        |        |        |        | 4      |        | Derde Prov. Antw. B | 50     |             |
| 2019/20 |        |        |        |        |        |        | 7      |        | Derde Prov. Antw. B | 45     |             |